# 칼 펜
칼 펜(Kal Penn, 1978년 6월 2일 ~ )은 미국의 배우, 작가, 전 백악관 직원이다. 2009년 4월부터 버락 오바마 행정부에서 일하기 시작했으며, 2010년 6월 영화 《해롤드와 쿠마의 크리스마스》(2011) 촬영에 들어가면서 잠시 직책을 떠났다가 촬영을 마치고 복귀하였다. 2011년 7월 시트콤 《내가 그녀를 만났을 때》(2011-14)에 출연하기 위해 백악관을 떠났다.

## 출연 작품

### 영화
- 아메리칸 데시 (2001, American Desi)
- 엽기 캠퍼스 (2002)
  - 엽기 캠퍼스 2: 타즈의 부활 (2006, Van Wilder: The Rise of Taj)
- 러브 돈 코스트 어 씽 (2003)
- 말리부의 8마일 (2003)
- 해롤드와 쿠마 (2004)
  - 해롤드와 쿠마 2: 관티나모로부터의 탈출 (2008)
  - 해롤드와 쿠마의 크리스마스 (2011)
- 홈랜드 시큐리티 (2004, Homeland Security)
- 우리, 사랑일까요? (2005)
- 마스크 2: 마스크의 아들 (2005)
- Dancing in Twilight (2005)
- 베가스의 총각파티 (2006, Bachelor Party Vegas)
- 이름 뒤에 숨은 사랑 (2006)
- 맨 어바웃 타운 (2006)
- 수퍼맨 리턴즈 (2006)
- 에픽 무비 (2007)
- Dementamania (2013)
- The Sisterhood of Night (2014)
- Bhopal: A Prayer for Rain (2014)
- Emily & Tim (2015)
- 걸 인 더 포토그래프 (2015)
- Better Off Single (2016)
- 더 레이오버 (2017)
- 원스 어폰 어 타임 인 베니스 (2017)
- 설득의 신 (2017, Speech & Debate)
- The Ashram (2018)
- 스마일 (2022)

### 텔레비전
- Independent Lens (2003-04)
- 하우스 (2007-09, 2012)
- 더 레이트 레이트 쇼 위드 크레이그 퍼거슨 (2007-15) - 초대 손님
- 내가 그녀를 만났을 때 (2011-14)
- 위 아 맨 (2013, We Are Men)
- 배틀 크리크 (2015)
- 지정 생존자 (2016-19)